# Градски стадион (Ловеч)
Градският стадион в Ловеч е комплекс от футболен терен, трибуни и сгради. Там играе своите мачове футболен клуб Ловеч.

## История
Градският стадион е построен през 1961 – 1962 г. Наименуван е първоначално стадион „Христо Кърпачев“ Решението за строежа е на Изпълнителния комитет на Градския народен съвет (Ловеч). Определена е площадка за строежа в местността „Табашко поле“. Финансирането е със средства на общината и от самооблагане на гражданите на Ловеч. Строежа се ръководи от Строителен комитет с председател генерал-лейтенант Марко Атанасов. В строежа участват ловешките строителни предприятия, младежки строителни бригади и лагеристи от лагер за принудителен труд „Слънчев Бряг“ към поделение 1248 „ВИ“ МВР гр. София. Построени са футболен терен с тревно покритие, лекоатлетическа писта, околовръстна трибуна, административна сграда със съблекални и бани. През 70-те години е построено открито хандбално игрище и закрита многофункционална спортна зала. На стадиона се провеждат футболни, хандбални и лекоатлетически срещи на ДФС „Христо Кърпачев“, ДФС „Осъм“ и ФК „Ловеч“.

### Модернизации
След създаването на Ловеч през 1995 г., стадиона е предоставен на фирма „Литекс Комерс“. Собственика на фирмата Гриша Ганчев, самостоятелно и изцяло влага значителни средства за разширяване и модернизиране на стадиона (1999, 2010, 2011). Преустроен е само за футболни състезания. Съоръжението има 7000 седящи места, електрическо осветление, а футболния терен е с размери 105 м. дължина и 68 м. ширина. Построени са закрити трибуни. Модернизирани са административната сграда, съблекалните и баните. Създадени са малко игрище с изкуствена настилка, нов СПА център и съвременни условия за работа на журналистите.
През 2011 г. е извършено второ разширение и модернизация, като капацитетът е увеличен на 8100 седящи места. Стадионът е изцяло покрит и вече отговаря на всички изисквания на УЕФА за провеждане на мачове от групите на Шампионска лига. Освен срещите на ФК  Ловеч, тук може да се провеждат и мачове на националните отбори.